# Dzień Narodów Zjednoczonych dla Współpracy Południe-Południe
 Dzień Narodów Zjednoczonych dla Współpracy Południe-Południe (ang. United Nations Day for South-South Cooperation) – święto obchodzone od 2011 roku 12 września, (wcześniej 19 grudnia), ustanowione przez Zgromadzenie Ogólne ONZ.
23 grudnia 2004 roku Zgromadzenie Ogólne ogłosiło, że 19 grudnia każdego roku będzie obchodzony jako Dzień Narodów Zjednoczonych dla Współpracy Południe-Południe (rezolucja A/RES/58/220). Data ta nawiązuje do przyjętego przez Zgromadzenie Ogólne w 1978 roku w Buenos Aires Planu Działania dla Promocji i Realizowania Współpracy Technicznej pomiędzy krajami rozwijającymi się (rezolucja 33/134). Decyzją z 22 grudnia 2011 Zgromadzenie przeniosło ten dzień na 12 września.